# كاي في إم سويتش

شكل توضيحي لطريقة ربط مجموعة حواسيب بوصلة كاي في إم سويتش.

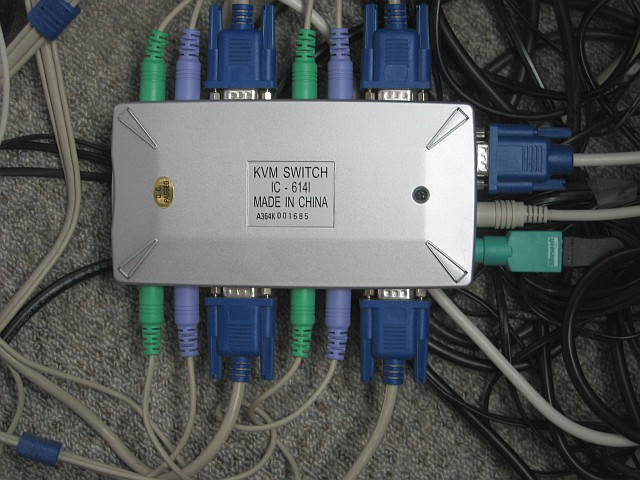
كاي في إم سويتش

كاي في إم سويتش (بالإنجليزية:KVM switch) وإختصار KVM هو keyboard, video and mouse وبالعربية فأرة ولوحة مفاتيح وفيديو هي أداة تستخدم للتحكم في مجموعة من الحواسيب مع بعضها البعض موصوله مع مجموعة أخرى من الفأرات ولوحات المفاتيح والفيديوهات.